# Finduilas
Finduilas je izmišljen lik iz Tolkienove mitologije, serije knjig o Srednjem svetu britanskega pisatelja J. R. R. Tolkiena.
Omenjena je kot vilinka prve dobe, hči Orodretha in sestra Gil-galada.
Živela je v Nargothrondu skupaj z očetom in bratom pod vladavino Finroda Falagunda. Poročila se je z Gwindorjem, ki jo je poimenoval Faelivrin (Blišč sonca v bazenih Ivrina). 